# Теглаш
Теглаш (мађ. Téglás) град је у Мађарској. Теглаш је један од важнијих градова у оквиру жупаније Хајду-Бихар.

## Географија
Теглаш покрива површину од 38,33 km2 (15 sq mi) и има популацију од 6.406 људи (2015). Теглаш се налази северно од Дебрецина на југу од Њиређхазе и на истоку од Балкања.Теглаш је град са најмањом административном површином округа (3.833 хектара), свих осталих десет општина имају веће површине.

## Историја
Педесетих година 10. века Гуткеледи су основали насеље насељавањем словенских и мађарских породица. Одлучујућа је могла бити чињеница да су се овде укрштали пут Токај-Дебрецен и трговачки путеви исток-запад.
У XVII. веку место долази у посед Ракоција, који су овде населили „хајдуке”. Теглаш је стога постао хајдучко насеље приватног земљопоседника. Године 1706. Теглаш је придодат округу Хајдуварошу. Из тог времена датира и најстарији познати грб насеља, који је коришћен на печату штампаном 1706. године. Теглаш је касније задржао овај грб непромењен. Насеље је више пута забрањивано за вршење хајдучких права, али је дуго задржало статус трговишта.

## Становништво
2001. године скоро 100% градског становништва се изјаснило да је мађарске националности.
Током пописа из 2011. године, 88,2% становника се изјаснило као Мађари, 0,2% као Роми, а 0,3% као Немци (11,7% се није изјаснило, због двојног идентитета, укупан број може бити већи од 100%). 
Верска дистрибуција је била следећа: римокатолици 12%, калвинисти 29,1%, гркокатолици 10,3%, неденоминациони 20,9% (26,1% није одговорило).
Развој њеног становништва од насељавања до данас
| Година   | Становника |
| -------- | ---------- |
| XIX. век | 1.862      |
| 1870.    | 1.679      |
| 1910.    | 2.433      |
| 1920.    | 2.530      |
| 1949.    | 3.438      |
| 1960.    | 4.389      |
| 1990.    | 5.914      |
| 2001.    | 6.242      |
| 2009.    | 6.585      |
| 2011.    | 6.497      |
| 2013.    | 6.553      |
| 2014.    | 6.498      |